# علي لطيفيان
علي لطيفيان (مواليد 1968 - طهران)، كاتب، باحث، مؤرخ و مصور إيراني. هو من عائلة لطيفيان.

## حياة
ولد علي لطيفيان في 25 رمضان 1388 (15 ديسمبر 1968) في عائلة لطيفيان في طهران. والده، محمدحسين لطيفيان، كان يعمل في جامعة طهران. دفعه ذلك إلى حضور اجتماعات أساتذة كبار في جامعة طهران عندما كان طفلاً. كان جد والده حيدر لطيفيان أحد القادة العسكريين خلال الحرب العالمية الأولى في الحملة الفارسية. يُقال إن سلفه، حسن بن علي عاملي حانيني، هو أحد العلماء في الإيران ولبنان في العصر الصفوي والدولة العثمانية. عمه، داود شهرياري، هو أحد الشخصيات السياسية المؤيدة لحزب العمل في مدينة ري. حصل على شهادته في مجال العلوم الطبيعية من مدرسة فاطمي الثانوية (إحدى أفضل المدارس الثانوية في طهران في الثمانينيات). ومع ذلك، نظرًا لاهتمامه بالعلوم السياسية، فقد واصل دراساته العليا في هذا المجال. تمكن من الحصول على درجة الماجستير في العلوم السياسية. بعد ذلك، بدأ في تدريس التاريخ وعلم الاجتماع وما إلى ذلك. نشر العديد من المقالات. يتم تجميع مجموعة من هذه الأعمال في مجموعة تسمى (نقاشي کودکي). معظم أعماله قصص قصيرة وجميلة عن تاريخ إيران.
كتابه بعنوان «مراجعة أداء المثقفين من 1941 إلى 1979» (بالفارسيه: بررسی روشنفکران بین سال 1320 تا 1357- دوره پلوی دوم)، يبحث في مفكرين مثل جلال آل أحمد وعبد الكريم سروش وعلي شريعتي وصادق هدايت وميرزاده عشقی وأحمد شاملو و... في عهد محمد رضا بهلوي. (خاصة خلال أحداث رئيس الوزراء الدكتور محمد مصدق) يدفع. نال هذا الكتاب الثناء والتشجيع من قبل عبد الرضا هوشنك مهدوي، هوشنك مقتدر وعبد علي بكدالي (بعض من أعظم علماء السياسة الإيرانيين).
تزوج بوبک نيك طلب (ابنة ياور همداني ) في عام 1999. لديهم طفلان هما بويا لطيفيان وبرنيا لطيفيان.

## بعض أعماله
- «مراجعة أداء المثقفين من عام 1941 إلى عام 1979».
- «انظر إلى مدار النجوم»
- «أنتم أرض الشعر والأدب»
- «أنا لم أخرج عن الحدود.»
- «في بعض الأحيان إصلاحات الرفاهية نفسها»
- «إنها ليلة العيد وصديقي يسألني بنجر مطبوخ»

## في كلام الآخرين
- وأعطاه أمين الله رضائي، والد الرسم السوريالية في إيران، لقب «الرجل اللامع».[7]
- كتب ياور همداني قصيدة عنه.[7]

## أنظر أيضا
- حيدر لطيفيان
- بابك نيك طلب